# Thayeria
Thayeria — рід риб родини Харацинові (Characidae).

## Поширення
Усі три види поширені у Південній Америці, в басейні річки Амазонки і річок Арагуайя та Гуапоре.

## Опис
Це риба з подовженим тілом, трохи стислим з боків, має горизонтальний профіль спини і опукле черево. Жировий плавець присутній. Сріблясто-сіре забарвлення поєднується з товстою чорною лінією, яка йде вздовж бічної лінії. Розміри варіюють від 3,5 до 7,5 см.

## Класифікація
Рід містить з види:
- Thayeria boehlkei S. H. Weitzman, 1957
- Thayeria ifati Géry, 1959
- Thayeria obliqua C. H. Eigenmann, 1908